# Luxemburgia neglecta
Luxemburgia neglecta là một loài thực vật có hoa trong họ Ochnaceae. Loài này được (Tiegh.) Beauverd mô tả khoa học đầu tiên năm 1915.